# Тесля, Александр Иванович
Алекса́ндр Ива́нович Те́сля (1908—1989) — механизатор-ударник, работавший в МТС в Воронежской области. Кавалер Ордена Ленина (№ 69).

## Биография
Родился в селе Россошь в Воронежской губернии (сейчас город в Воронежской области). Окончил Борисоглебские курсы механизации сельского хозяйства, после чего трудился младшим рулевым на Россошанской МТС. 7 июня 1931 года  в числе 11 работников Трактороцентра был удостоен высочайшей в стране награды — Орден Ленина (за  «особо выдающиеся заслуги в организации и в работе машинно-тракторных станций»). Орден под №69 ему был вручён Михаилом Калининым в Москве, 3 июля 1931 года. В дальнейшем он возглавлял считавшуюся лучшей бригаду механиков на той же станции.В 1936 году старший механик.
Участник Великой Отечественной войны с 12 сентября 1941 года. Являлся командиром взвода 54-й отдельной стрелковой бригады Калининского фронта. С 1943 – командир линейного взвода 176 автороты 325-й стрелковой дивизии и 182-го автобатальона 43-й армии 3-го Белорусского и 1-го Белорусского фронтов. В звании лейтенанта удостоен двух орденов Красной Звезды (в 1944 и 1945 гг.). 
После демобилизации в 1946 году работал в Россошанской МТС старшим и участковым механиком, а с 1954 года – бригадиром тракторного отряда МТС. В 1958—1968 гг. — бригадир тракторной бригады, помощник заведующего производственным участком колхоза «Дружба». В 1964 году в районной газете «За изобилие» публиковались его воспоминания. В 1968 года А. И. Тесля присвоено звание Почётного гражданина города Россоши.
С 1971 года на пенсии. Жил в Россоши. Скончался 2 июня 1989 года.

## Награды
- Орден Ленина (7.06.1931 — №69)
- 2 ордена Красной Звезды (1944 и 1945)
- Орден Трудового Красного Знамени[1]
- медали